# Тропічні соснові ліси Лусону
Тропічні соснові ліси Лусону (ідентифікатор WWF: IM0302) — індомалайський екорегіон тропічних та субтропічних хвойних лісів, розташований на півночі Філіппін.

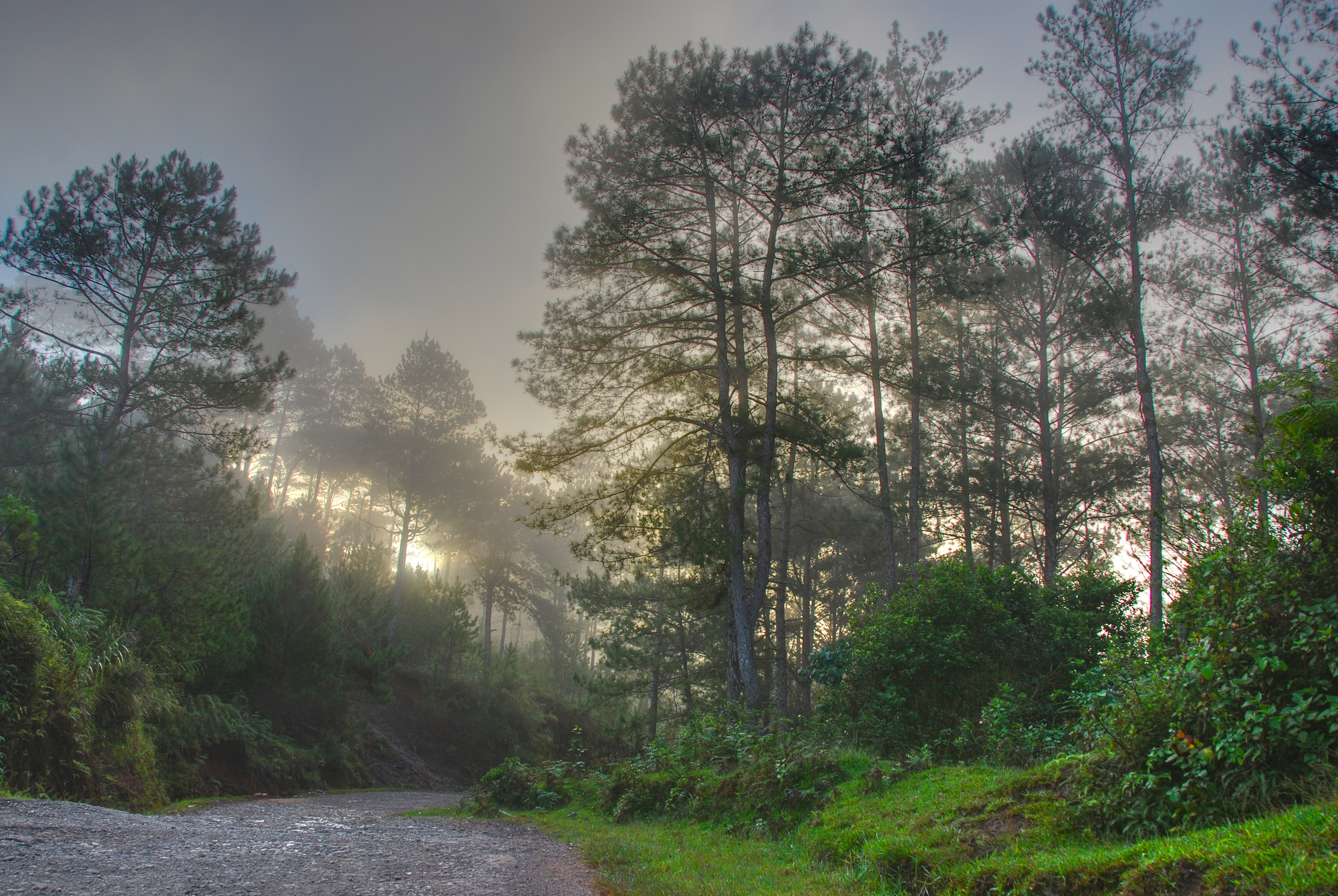
Соснові ліси у високогір'ях Лусону

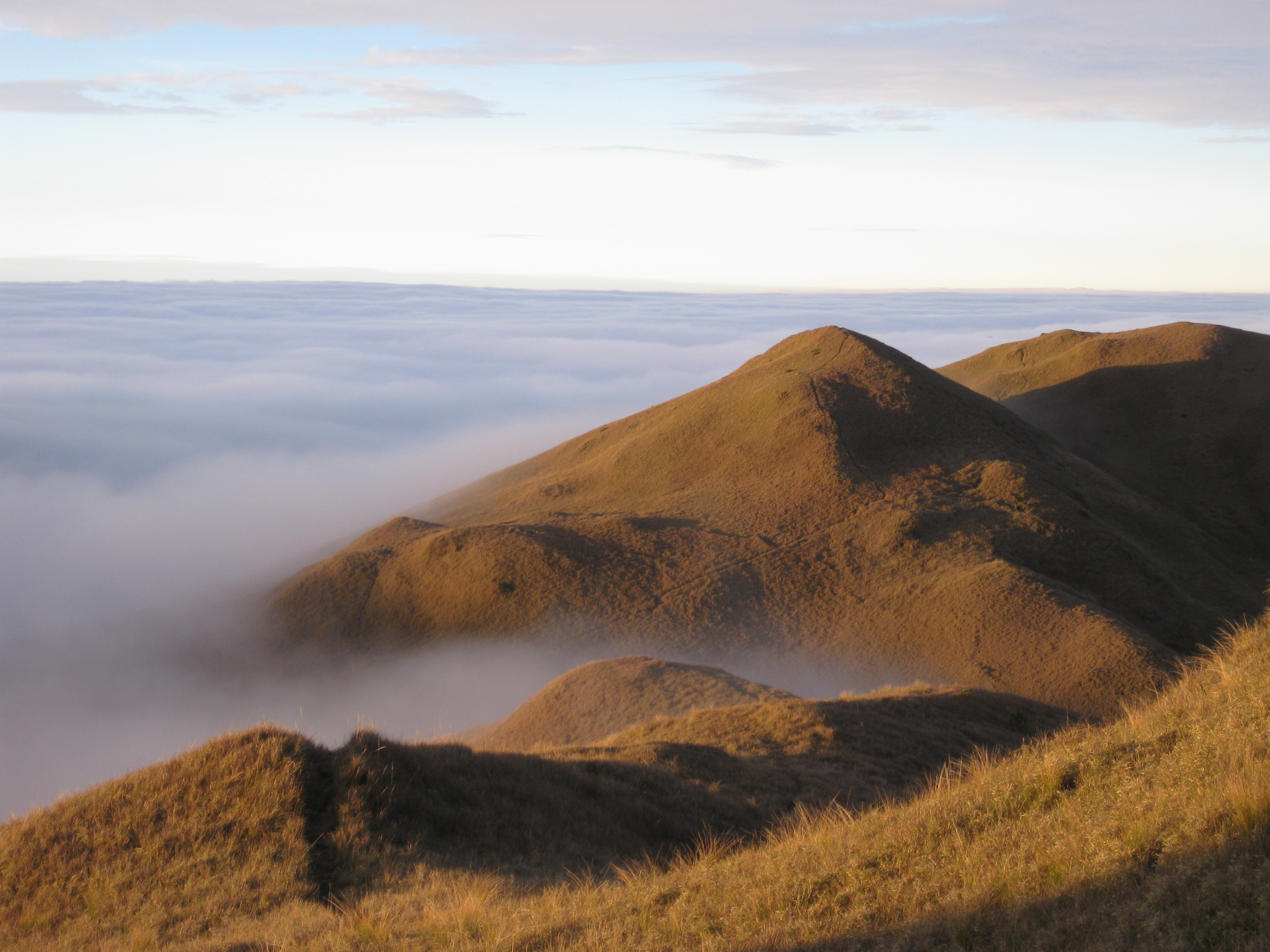
Вершина гори Пулаг

## Географія
Екорегіон тропічних соснових лісів Лусону охоплює більшу частину високогір'їв Центральної Кордильєри на острові Лусон, найбільшому острові Філіппін, розташованому на півночі Філіппінського архіпелагу, у західній частині Тихого океану. Центральна Кордильєра є одним з двох гірських масивів, розташованих у північній частині цього острова, разом з горами Сьєрра-Мадре. Тут розташована гора Пулаг заввишки 2928 м, найвища вершина острова. Серед інших гірських вершин екорегіону слід відзначити гори Пугуїс, Поліс та Дата
На висоті нижче 1000 м над рівнем моря розташований екорегіон дощових лісів Лусону, який охоплює більшу частину острова. Гори Сьєрра-Мадре, північна частина Центральної Кордильєри, а також гори Замбалес, які простягаються уздовж західного узбережжя Лусону, входять до екорегіону гірських дощових лісів Лусону.
Дуже складна геологічна історія Філіппін та острова Лусон мала величезний вплив на природу екорегіону. Вулканічний острів Лусон є частиною Філіппінського рухомого поясу, розташованого на межі кількох літосферних плит. Він утворився близько 27 мільйонів років тому, коли приблизно десять менших вулканічних островів об'єдналися у один великий. Таким чином, Лусон ніколи не був пов'язаний з материковою Азією. Навіть під час плейстоцену, коли рівень Світового океану був на 120 м нижчим, ніж зараз, Лусон не поєднувався з іншими островами Філіппін чи іншими частинами Південно-Східної Азії. Тривала ізоляція Лусону призвела до формування його унікальної флори і фауни, що включає багато ендемічних видів.

## Клімат
На більшій частині екорегіону переважає тропічний клімат, а на найвищих гірських вершинах — високогірний субтропічний клімат (Cwb за класифікацією кліматів Кеппена) або помірний морський клімат (Cfb за класифікацією Кеппена). На рівнинах Лусону середня температура становить приблизно 25-28 °C і залишається стабільною протягом року, однак зі збільшенням висоти середня температура падає, так що на вершині гори Пулаг середня температура влітку ледь перевищує 10 °C, а взимку може опускатися нижче 0 °C. Зазвичай температура в екорегіоні становить від 20 °C до 26 °C. Середньорічна кількість опадів у високогір'ях Центральної Кордильєри становить понад 2500 мм, а на вершині Пулагу — близько 4000 мм, більшість з яких випадає у липні-серпні. З листопада по квітень триває виражений сухий сезон, а з травня по серпень — сезон дощів. Ліси, що ростуть у горах регіону, часто страждають від тайфунів, які приходять з Південнокитайського моря і вражають захід Лусону кожні кілька років.

## Флора
Рослинний покрив екорегіону представлений сосновими лісами з відкритим трав'яним підліском, які перемежовуються ділянками луків. Виражені сухі сезони, під час яких періодично трапляються пожежі, сприяють домінуванню кхасійських сосен (Pinus kesiya), також відомих як саленг. У багатьох районах соснові ліси перемежовуються гірськими широколистяними лісами. Науковці припускають, що раніше рослинний покрив високогір'їв Центральної Кордильєри був представлений гірськими дощовими лісами, однак внаслідок втручання людини, зокрема поширення підсічно-вогневого землеробства, соснові ліси, які раніше були локально поширені, розширили свій ареал і колонізували порушені території. Внаслідок того, що ліси регіону продовжили зазнавати періодичних порушень, утворився баланс між лісами та луками, який не дає можливості закріпитися широколистяним деревам та кущам. Якщо пожежі не будуть періодично відбуватися, значна частина соснових лісів може перетворитися на гірські широколистяні ліси.

## Фауна
Серед поширених в екорегіоні ссавців слід відзначити філіппінського замбара (Rusa marianna), філіппінську свиню (Sus philippensis), азійського мусанга (Paradoxurus hermaphroditus), малайську віверу (Viverra tangalunga), філіппінського макаку-крабоїда (Macaca fascicularis philippensis), філіппінського лісового пацюка (Rattus everetti), майже ендемічного лусонського крилана (Otopteropus cartilagonodus) та багатьох інших кажанів та криланів. Крім того, у високогір'ях екорегіону зустрічається багато ендемічних або майже ендемічних гризунів, таких як білкоподібні хмарні щури.
Майже ендемічними представниками екорегіону, які окрім високогір'їв, зустрічаються також в долинах Північного Лусону, є дрібнозубі філіппомиші (Apomys microdon), малі філіппомиші (Apomys musculus), лусонські філіппощури (Bullimus luzonicus), лусонські короткоморді пацюки (Tryphomys adustus), північнолусонські велетенські щури (Phloeomys pallidus), лусонські широкозубки (Abditomys latidens), міндорські смугасті пацюки (Chrotomys mindorensis) та лусонські білозубки (Crocidura grayi). Серед ендемічних ссавців, які зустрічаються у високогір'ях Центральної Кордильєри на висоті понад 1000 м над рівнем моря, слід відзначити лусонську гірську філіпомишу (Apomys datae), кордильєрську філіпомишу (Apomys abrae), лусонського смугастого пацюка (Chrotomys silaceus), лусонську хмарну мишу (Crateromys schadenbergi), гірську землерийкомишку (Soricomys montanus), сьєрра-мадранську землерийкомишку (Soricomys musseri), калінзьку землерийкомишку (Soricomys kalinga), велику землерийкомишу (Archboldomys maximus), датайського землерийкощура (Rhynchomys soricoides), білочеревого лусонощура (Carpomys phaeurus), коротконогого лусонощура (Carpomys melanurus), пулазьку деревомишку (Musseromys beneficus), амуяоську деревомишку (Musseromys inopinatus), великозубого хутрохвоста (Batomys dentatus) та лусонського хутрохвоста (Batomys granti).
Орнітофауна екорегіону також вирізняється високим різноманіттям та рівнем ендемізму. Лусонські триперстки (Turnix worcesteri) та золотоголові квіткоїди (Dicaeum anthonyi) зустрічаються лише у високогір'ях Лусону, на висоті понад 1000 м над рівнем моря. Серед майже ендемічних птахів, поширених у високогір'ях Центральної Кордильєри, слід відзначити лусонського голуба (Gallicolumba luzonica), лусонського тілопо (Ptilinopus marchei), лусонську левінію (Lewinia mirifica), філіппінську триперстку (Turnix ocellatus), філіппінську слукву (Scolopax bukidnonensis), лусонську малкогу (Dasylophus cumingi), рудого коукала (Centropus unirufus), лусонського дзьобака (Chrysocolaptes haematribon), філіппінську торомбу (Mulleripicus funebris), лусонського папугу-віхтьохвоста (Prioniturus montanus), філіппінську сплюшку (Otus megalotis), лусонську сплюшку (Otus longicornis), лусонську очеретянку (Horornis seebohmi), синьогорлу нільтаву (Cyornis herioti), філіппінську горихвітку (Phoenicurus bicolor), синьоголову віялохвістку (Rhipidura cyaniceps), лусонську піту (Erythropitta kochi), гірського куцокрила (Locustella seebohmi), довгохвостого куцокрила (Locustella caudata), смугастого квічаля (Geokichla cinerea), рудощоку тимелію-темнодзьоба (Zosterornis whiteheadi), північного свистуна (Pachycephala albiventris), північного філіпінника (Rhabdornis grandis), лусонську вивільгу (Oriolus albiloris), білощокого снігура (Pyrrhula leucogenis) та лусонського папужника (Erythrura viridifacies). Більшість з них також зустрічаються в низинах острова. 
Серед інших птахів, що зустрічаються в лісах екорегіону, слід відзначити ялинового шишкаря (Loxia curvirostra), поширеного в хвойних лісах по всій Північній півкулі, а також плямисту синицю (Pardaliparus elegans), острівного повзика (Sitta oenochlamys) та мінливоперого дрозда (Turdus poliocephalus). Присутність цих птахів свідчить про унікальність природного середовища екорегіону.

## Збереження
Оцінка 2017 року показала, що 1373 км², або 19 % екорегіону, є заповідними територіями. Природоохоронні території включають Національний парк Балбаласанг-Балбалан та Національний парк гори Пулаг.